# Karauschenweiher
Der Karauschenweiher in Erftstadt ist ein kleiner See, neben dem Liblarer See gelegen, im Rhein-Erft-Kreis im Südwesten von Nordrhein-Westfalen.

## Lage
Der Name des Karauschenweihers wird vom Begriff der Karausche abgeleitet. Dies ist eine Karpfenart, welche dort in kleinerer und mittlerer Größe ihrer Gattung in Erscheinung tritt.
Der See liegt an der Ausfallstraße von Erftstadt nach Liblar, direkt neben dem Liblarer See südlich der Brühler Innenstadt am Abhang des Vorgebirges. Der See steht unter Landschaftsschutz und ist einer der zahlreichen Villeseen, die im Zuge des Abbaus der Braunkohle entstanden.
Er liegt an der Luxemburger Straße B 265, der Einfahrt zum Liblarer See.

## Geschichte
Im Jahre 1959 entstanden, hat sich der Karauschenweiher, mit einer Tiefe von 2,4 Metern und einer Ausdehnung von 1,3 Hektar Fläche, aus einem der sogenannten Restlöcher des ehemaligen Braunkohletagebaus etwa Mitte der 1930er Jahre gebildet bzw. durch einen Wiederanstieg des Grundwassers gefüllt.
Er wird heute zum Angeln und als ruhig gelegenes Gewässer, abseits vom Trubel des bekannteren Liblarer Sees, auch gerne zum Wandern und zur Naherholung genutzt.

## Verkehr
Die B 265 bzw. die Luxemburger Straße führen direkt in die linke Einfahrt zum Liblarer See, zum Franziskussee und zum Karauschenweiher.
Mit den Buslinien 979 und 990 gibt es direkte Verbindungen zur Haltestelle Liblarer See. Ausgehend vom Haltepunkt Erftstadt fahren die Busse von der Stadtbahn-Linie 18 zum Ziel.